# Acalypha pubiflora
Acalypha pubiflora är en törelväxtart som först beskrevs av Johann Friedrich Klotzsch, och fick sitt nu gällande namn av Henri Ernest Baillon. Acalypha pubiflora ingår i släktet akalyfor, och familjen törelväxter.

## Underarter
Arten delas in i följande underarter:
- A. p. australica
- A. p. pubiflora